# Údolí Chlébského potoka (přírodní rezervace)
Údolí Chlébského potoka je přírodní rezervace v katastrálním území obce Chlébské v okrese Žďár nad Sázavou v nadmořské výšce 472–500 metrů. Oblast spravuje Krajský úřad Kraje Vysočina. Důvodem ochrany jsou přírodě blízké luční a lesní porosty s významným výskytem bledule jarní (Leucojum vernum) a EVL Údolí Chlébského potoka. Na přírodní rezervaci Údolí Chlébského potoka navazuje stejnojmenná přírodní památka v okresech Blansko a Brno-venkov.